# 别-6水上飞机
别-6是蘇聯別里耶夫設計局設計的飛行艇，1949年試飛成功後裝備蘇聯海軍航空隊，作為海上巡邏機和反潛機等多種用途，此機在1955年出口6架到中國，装备了中国海军驻青岛的航3团。使用至1980年代初由水轟-5取代。

## 基本資料
- 機長：23.5米
- 翼展：33米
- 機高：7.85米
- 翼面積：120平方米
- 空重：18,827公斤
- 最重：23,456公斤
- 發動機：2部風冷式發動機（2,400匹馬力）
- 最快時速：416公里/小時（在1,800米高空）
- 航程：6,000公里
- 昇限：6,100米
- 武裝：5支23毫米口徑機炮+4,000公斤魚雷和炸彈
- 乘員：8人：机长、副驾驶、领航员、空中机械师、通信员、第一射击员、第二射击员、雷达员。

## 設計特點
Be-6作為飛艇也同其他飛艇一樣，機身如同船身，內裡有水密隔艙以防機身入水的話會令整架飛機在水上沉沒，機尾有船舵令它可在水上轉彎，機翼採用海鷗翼以利把發動機抬高以防海水影響其工作

## 使用國家
- 苏联
- 中华人民共和国 - 自行改造的别-6称之为“青-6”